# ジョン・バーンズ (作家)
ジョン・バーンズ（John Barnes、1957年 - ）はアメリカ合衆国のSF作家。
その作品はしばし、巨大な社会的状況において個人の道徳的責任を問い、社会批判が織り込まれている。またThousand Culturesシリーズの4作品は、孤立した社会に対しグローバリゼーションのもたらす影響について、深刻な疑問を投げかけている。
演劇学の博士号を持つ。コロラド在住。

## 略歴
バーンズは2度の結婚と離婚を経験しており、そして2人目の結婚相手は作家のカーラ・ドーキーであった。Thousand Culturesシリーズの第2、第3作目の主人公 Giraut Leones が、作中で辛い結婚生活を経験していることについて、それは著者自身の、2度目の結婚の崩壊についてのフラストレーションが反映されたものだという憶測が存在する。このことに対し、バーンズは「わたしは週末何をするかの見通しも立てられない人間だし、4年も先を見通して Earth Made of Glass にそういう展開を用意することなど、全くもってありえないことだ」と述べている。

## 作品リスト
- Century Next Door シリーズ
  - 軌道通信 (Orbital Resonance 1991)
  - Kaleidoscope Century (1996)
  - Candle (2000)
  - The Sky So Big and Black (2002)
- Thousand Cultures シリーズ
  - A Million Open Doors (1993)
  - Earth Made of Glass (1999)
  - The Merchants of Souls (2002)
  - The Armies of Memory (2006)
- Time Raider シリーズ
  - Wartide (1992)
  - Battle Cry (1992)
  - Union Fires (1992)
- Timeline Wars シリーズ
  - Patton's Spaceship (1997)
  - Washington's Dirigible (1997)
  - Caesar's Bicycle (1997)
  - Timeline Wars (1997)
- Jak Jinnaka シリーズ
  - Duke of Uranium (2002)
  - A Princess of the Aerie (2003)
  - In the Hall of the Martian King (2003)
- The Man Who Pulled Down the Sky (1987)
- Sin of Origin (1988)
- 大暴風 (Mother of Storms 1995)
- Encounter With Tiber (1996) - エドウィン・オルドリンとの共著
- One For the Morning Glory (1996)
- Apostrophes and Apocalypses (1998)
- Finity (1999)
- The Return (2001) - エドウィン・オルドリンとの共著
- Gaudeamus (2004)
- Payback City (2007)
- Tales of the Madman Underground: An Historical Romance, 1973 (2009)